# Петрушкино (Челябинская область)
Петру́шкино — деревня в Кусинском районе Челябинской области. Входит в состав Петрозаводского сельского поселения.

## География
Расположена по берегам реки Бейды. Расстояние до районного центра, Кусы, 25 км.
Осевая линия деревни — улица Трактовая, финальная часть региональной автодороги 75К-156.

### Уличная сеть
Уличная сеть деревни состоит из 3 улиц: Солнечная, Трактовая,
Школьная.

## История
До упразднения уездно-губернского деления деревня Петрушкина возглавляла 2-я Айлинскую волость

## Население
| 2002 | 2010 |
| ---- | ---- |
| 78   | ↘41  |

### Историческая численность населения
По состоянию на 1906 год, в деревне Петрушкина на 86 дворах проживали	484 человека (261 мужчины,	223	женщины)
По данным Всероссийской переписи, в 2010 году численность населения деревни составляла 41 человек (23 мужчины и 18 женщин).

## Инфраструктура
Личное подсобное хозяйство с зоной сельскохозяйственного использования, индивидуальная застройка усадебного типа.

## Достопримечательности, памятные места
Мемориал «Защитникам Отечества».

## Транспорт
Автобусное сообщение с райцентром. Остановка общественного транспорта «Петрушкино».